# Вячорка Франтішек Валентинович
Франак Вячорка (біл. Вячорка Францішак (Франак) Валянцінавіч; біл.-лат. Franak Viačorka) – білоруський громадський діяч та радник Світлани Тихановської . 

## Біографія
Народився 26 березня 1988 року у Мінську. Батько – Вінцук Вячорка – лідер Партії БНФ з 1999 по 2007 роки, мати – Орина Вячорка – керівник лицарського клубу «Вялікае княства» (укр. Велике князівство), продюсер музичного проєкту «Легенды Вялікага княства» (укр. Легенди Великого князівства). У 1994-2001 роках навчався у середній школі № 20 (Гімназія № 8). З 2001 по 2005 у Національному державному гуманітарному ліцеї імені Якуба Коласа.
Під час навчання у Ліцеї брав активну участь у громадській діяльності й учнівському самоврядуванні. У 2005 році поступив на факультет журналістики Білоруського державного університету. 18 лютого 2008 його відрахували з БДУ за «академічну неуспішність». Формальним приводом стало те, що Франак Вячорка не зміг вчасно здати сесію, адже у цей час він був ув'язнений на 15 діб за звинуваченнями у дрібному хуліганстві. Після того навчався у Європейському гуманітарному університеті у Вільнюсі.
У 2014 закінчив Варшавський університет (Варшава), а у 2018 – Американський університет (Вашингтон).
Окрім білоруської, володіє українською, російською, польською, французькою та англійською мовами.
Франак Вячорка обіймав різні посади на телеканалі «Белсат» та «Радіо Свобода». Він також працював у міжнародній організації Digital Communication Network, U.S. Agency for Global Media.

### Політична діяльність
У 2001—2003 Вячорка був членом «Молодого Фронту», у 2005 став одним із засновником молоді БНФ. Від березня 2006 – член та активіст Партії БНФ. Учасник багатьох масових акцій, у зв'язку з чим його неодноразово затримували, після чого він отримував різні терміни ув'язнення. Від 2006 року бере участь у організації масових акцій Об'єднаних Демократичних Сил Білорусі. 26 жовтня 2008 року його було обрано головою молодіжної організації Партії БНФ «Молодь БНФ».
Брав участь у виборах 2006 року в команді Олександра Мілінкевича. На виборах 2010 року балотувався до Мозирської ради депутатів.
Нині Франак Вячорка – головний радник  Світлани Тихановської та керівник відділу міжнародних зв’язків Офісу Тихановської. Часто виступає в білоруській та зарубіжній пресі. Франака Вячорку називають одним із головних організаторів масових протестів у 2020 році.
20 червня 2024 року білоруська влада заочно засудила Вечорка до 20 років в'язниці та штрафу.

### Акторська діяльність
Виконав роль міліціонера у польському фільмі «Жыве Беларусь!», заснованому на реальних подіях.